# Alcis fulvipicta
Alcis fulvipicta là một loài bướm đêm trong họ Geometridae.